# Lara Lima
Lara Aparecida Ferreira Sulivan de Lima (Uberlândia, 25 de abril de 2003) é uma halterofilista brasileira.

## Biografia e carreira
Lima é natural de Uberlândia, Minas Gerais. Ela nasceu com mielomeningocele, doença que afeta a espinha dorsal, e artrogripose, que afetou os movimentos de suas pernas. Iniciou no levantamento de peso paralímpico com dez anos de idade.
Em maio de 2021, na etapa de Tbilisi, na Geórgia, da Copa do Mundo de Halterofilismo, Lima levantou 90 kg na barra categoria júnior, conquistou a medalha de ouro e estabeleceu o novo recorde das Américas. Na categoria adulta, ela ficou com o bronze.
No Campeonato Mundial de Dubai, em agosto de 2023, conquistou a medalha de ouro na categoria Junior até 41kg. No mesmo campeonato, Lima conquistou o bronze ao levantar 98 kg em sua terceira tentativa na categoria adultos até 41kg.

## Principais conquistas
- Campeonato Europeu de 2018 (França): categoria júnior - ouro[6]
- Campeonato Europeu de 2018 (França): categoria adultos - prata[6]
- Jogos Parapan-Americanos de 2019: prata[2]
- Copa do Mundo 2021 (etapa de Tbilisi): categoria júnior – ouro[2]
- Copa do Mundo 2021 (etapa de Tbilisi): categoria adulto – bronze[2]
- Mundial de Dubai 2023: categoria junior até 41kg – ouro[2]
- Mundial de Dubai 2023: categoria por equipes feminina – prata[2]
- Mundial de Dubai 2023: categoria adulta até 41kg – bronze[2]